# Liên đoàn bóng đá Cộng hòa Dân chủ Congo
Liên đoàn bóng đá Cộng hòa Dân chủ Congo (tiếng Pháp: Fédération Congolaise de Football-Association; viết tắt: FECOFA) là tổ chức quản lý, điều hành các hoạt động bóng đá ở Cộng hòa Dân chủ Congo. Liên đoàn quản lý đội tuyển bóng đá quốc gia Cộng hòa Dân chủ Congo, tổ chức các giải bóng đá như vô địch quốc gia và cúp quốc gia. Hiệp hội bóng đá Cộng hòa Dân chủ Congo gia nhập FIFA năm 1962 và CAF năm 1963. Vào tháng 9 năm 2021, Tổng Thanh tra Bộ Tài chính tuyên bố đã triệt phá âm mưu biển thủ công quỹ. Fécofa, Liên đoàn bóng đá Congo, đã bị buộc phải trả lại gần một triệu đô la Mỹ bị lừa đảo. Số tiền này ban đầu được phân bổ cho việc tổ chức một sự kiện thể thao.